# سلاش دوت
سلاش دوت (بالإنجليزية:  Slashdot)‏ ويشار إليه أحياناً بالاختصار (/.) وهو موقع انترنت يهتم بأخبار التقنية مثل عتاد الحاسب - أنظمة تشغيل - انترنت - ألعاب فيديو - ...
العديد من الناس تفضل هذا الموقع الذي يتيح لهم مشاركة أفكارهم مع المهتمين بها والاستفادة منها والتعليق عليها وهذا ينتج حوار مفيد وغني بالأفكار المبتكرة. في عام 2012 بلغ عدد زوار الموقع 3.7 مليون زائر فريد في الشهر ويتلقى يومياً 5300 تعليق. وحاز الموقع على أكثر من 20 جائزة.

إختصار لاسم الموقع

## روابط خارجية
- Slashdot
- Slashdot Japan
- لمحة عن تاريخ موقع سلاش دوت
  - Part 1, Chips & Dips
  - Part 2, Explosions
  - Part 3, Going Corporate
  - Part 4, Yesterday, Today, Tomorrow